# Tian Jia
Tian Jia (田佳S, Tián JiaP; Tientsin, 9 febbraio 1981) è una giocatrice di beach volley cinese, vincitrice della medaglia d'argento ai Giochi olimpici di Pechino 2008, in coppia con Wang Jie.

## Palmarès
- Giochi olimpici

Pechino 2008: argento.
- Campionati mondiali di beach volley

2005 - Berlino: bronzo.
2007 - Gstaad: argento.
- Giochi asiatici

2002 - Pusan: oro.
2006 - Doha: bronzo.